# Mohamed Kader
Mohamed Abdel Kader Coubadja Touré (Sokodé, 8 aprile 1979) è un ex calciatore togolese, attaccante.

## Carriera
Ha iniziato la carriera nel Étoile Filante de Lomé, dove affina la sua tecnica e impara a sfruttare le proprie doti naturali, ovvero la velocità e la precisione al tiro, contribuendo a riportare la squadra all'antico splendore, e candidandosi, a suon di gol, per un posto in nazionale. Viene infatti inserito nella rosa del Togo per la Coppa d'Africa 1998, al fianco di nazionali affermati come Bachirou Salou, Ouadja Lantam e Djima Oyawolé, segnando un gol contro la Tunisia.
Le sue doti gli valgono la chiamata del Parma, ma dopo una stagione passata in panchina, finisce in prestito al Lugano, dove la situazione rimane la stessa, per cui decide di trasferirsi (sempre in prestito) in Libia, all'Al-Ahly Tripoli dove colleziona 20 presenze e 17 gol prima di essere richiamato dal Parma. Rimane in panchina per tutta la prima parte della stagione, per cui nel gennaio del 2002, sempre in prestito, passa in Serie B al L.R. Vicenza, dove totalizza soltanto quattro presenze.
Ritornato in Svizzera, gioca con il Servette, e in due stagioni e mezzo colleziona 76 presenze e 29 gol, di cui 19 messi a segno nel campionato 2003-2004, al termine del quale viene proclamato giocatore togolese dell'anno. Nel gennaio del 2005 viene ingaggiato dal Sochaux, per passare in estate al Guingamp.
Con la nazionale del Togo ha partecipato anche alla Coppa d'Africa 2006, e con due gol, oltre agli assist per il compagno Adebayor, ha contribuito alla storica, e prima, qualificazione del Togo per i Mondiali di calcio Germania 2006. In Germania ha segnato il primo storico gol del Togo ai Mondiali contro la Sud Corea, venendo comunque eliminato dalla manifestazione al primo turno.

## Statistiche

### Presenze e reti nei club
| Stagione       | Squadra                | Serie             | Presenze | Reti |
| -------------- | ---------------------- | ----------------- | -------- | ---- |
| 1995-1996      | Étoile Filante de Lomé | A togolese        | ?        | ?    |
| 1996-1997      | Étoile Filante de Lomé | A togolese        | ?        | ?    |
| 1997-gen. 1998 | Étoile Filante de Lomé | A togolese        | ?        | ?    |
| gen.-giu. 1998 | Bizertin               | A tunisina        | ?        | ?    |
| 1998-1999      | Parma                  | Serie A           | 0        | 0    |
| 1999-2000      | Lugano                 | Lega naz. A       | 1        | 0    |
| 2000-2001      | Al-Ahly Tripoli        | A libica          | 20       | 17   |
| 2001-2002      | L.R. Vicenza           | Serie B           | 4        | 0    |
| 2002-2003      | Servette               | Lega naz. A       | 25       | 6    |
| 2003-2004      | Servette               | Swiss Superleague | 35       | 19   |
| 2004-gen. 2005 | Servette               | Swiss Superleague | 13       | 4    |
| gen.-giu. 2005 | Sochaux                | Ligue 1           | 9        | 1    |
| 2005-2006      | Sochaux                | Ligue 1           | 11       | 0    |
| gen.-giu. 2006 | Guingamp               | Ligue 2           | 12       | 0    |

### Cronologia presenze e reti in nazionale
| Cronologia completa delle presenze e delle reti in nazionale ― Togo | Cronologia completa delle presenze e delle reti in nazionale ― Togo | Cronologia completa delle presenze e delle reti in nazionale ― Togo | Cronologia completa delle presenze e delle reti in nazionale ― Togo | Cronologia completa delle presenze e delle reti in nazionale ― Togo | Cronologia completa delle presenze e delle reti in nazionale ― Togo | Cronologia completa delle presenze e delle reti in nazionale ― Togo | Cronologia completa delle presenze e delle reti in nazionale ― Togo |
| Data                                                                | Città                                                               | In casa                                                             | Risultato                                                           | Ospiti                                                              | Competizione                                                        | Reti                                                                | Note                                                                |
| ------------------------------------------------------------------- | ------------------------------------------------------------------- | ------------------------------------------------------------------- | ------------------------------------------------------------------- | ------------------------------------------------------------------- | ------------------------------------------------------------------- | ------------------------------------------------------------------- | ------------------------------------------------------------------- |
| 14-7-1995                                                           | Nouakchott                                                          | Mauritania                                                          | 2 – 1                                                               | Togo                                                                | Qual. Coppa d'Africa 1996                                           | -                                                                   | Ingresso                                                            |
| 23-2-1997                                                           | Lomé                                                                | Togo                                                                | 1 – 1                                                               | Zaire                                                               | Qual. Coppa d'Africa 1998                                           | -                                                                   | Uscita                                                              |
| 6-4-1997                                                            | Pointe-Noire                                                        | Angola                                                              | 3 – 1                                                               | Togo                                                                | Qual. Mondiali 1998                                                 | -                                                                   | 65’                                                                 |
| 27-4-1997                                                           | Douala                                                              | Camerun                                                             | 2 – 0                                                               | Togo                                                                | Qual. Mondiali 1998                                                 | -                                                                   | 85’                                                                 |
| 8-6-1997                                                            | Lomé                                                                | Togo                                                                | 2 – 1                                                               | Zimbabwe                                                            | Qual. Mondiali 1998                                                 | -                                                                   |                                                                     |
| 22-6-1997                                                           | Arusha                                                              | Tanzania                                                            | 2 – 1                                                               | Togo                                                                | Qual. Coppa d'Africa 1998                                           | -                                                                   | Ingresso                                                            |
| 27-7-1997                                                           | Kinshasa                                                            | RD del Congo                                                        | 1 – 0                                                               | Togo                                                                | Qual. Coppa d'Africa 1998                                           | -                                                                   | Uscita                                                              |
| 29-1-1998                                                           | Lomé                                                                | Togo                                                                | 2 – 1                                                               | Mali                                                                | Amichevole                                                          | -                                                                   | Uscita                                                              |
| 9-2-1998                                                            | Ouagadougou                                                         | RD del Congo                                                        | 2 – 1                                                               | Togo                                                                | Coppa d'Africa 1998 - 1º turno                                      | -                                                                   | 82’                                                                 |
| 12-2-1998                                                           | Ouagadougou                                                         | Togo                                                                | 2 – 1                                                               | Ghana                                                               | Coppa d'Africa 1998 - 1º turno                                      | 1                                                                   | 77’                                                                 |
| 16-2-1998                                                           | Ouagadougou                                                         | Togo                                                                | 1 – 3                                                               | Tunisia                                                             | Coppa d'Africa 1998 - 1º turno                                      | -                                                                   |                                                                     |
| 4-10-1998                                                           | Lomé                                                                | Togo                                                                | 2 – 0                                                               | Guinea                                                              | Qual. Coppa d'Africa 2000                                           | -                                                                   |                                                                     |
| 28-2-1999                                                           | Lomé                                                                | Togo                                                                | 2 – 3                                                               | Marocco                                                             | Qual. Coppa d'Africa 2000                                           | -                                                                   |                                                                     |
| 10-4-1999                                                           | Casablanca                                                          | Marocco                                                             | 1 – 1                                                               | Togo                                                                | Qual. Coppa d'Africa 2000                                           | -                                                                   |                                                                     |
| 20-6-1999                                                           | Labé                                                                | Guinea                                                              | 2 – 1                                                               | Togo                                                                | Qual. Coppa d'Africa 2000                                           | 1                                                                   |                                                                     |
| 28-11-1999                                                          | Libreville                                                          | Rep. del Congo                                                      | 2 – 1                                                               | Togo                                                                | Amichevole                                                          | -                                                                   |                                                                     |
| 27-12-1999                                                          | Libreville                                                          | Gabon                                                               | 3 – 2                                                               | Togo                                                                | Amichevole                                                          | 1                                                                   |                                                                     |
| 24-1-2000                                                           | Accra                                                               | Costa d'Avorio                                                      | 3 – 1                                                               | Togo                                                                | Coppa d'Africa 2000 - 1º turno                                      | -                                                                   |                                                                     |
| 27-1-2000                                                           | Accra                                                               | Ghana                                                               | 2 – 0                                                               | Togo                                                                | Coppa d'Africa 2000 - 1º turno                                      | -                                                                   |                                                                     |
| 31-1-2000                                                           | Kumasi                                                              | Togo                                                                | 1 – 0                                                               | Camerun                                                             | Coppa d'Africa 2000 - 1º turno                                      | -                                                                   |                                                                     |
| 8-4-2000                                                            | Bissau                                                              | Guinea-Bissau                                                       | 0 – 0                                                               | Togo                                                                | Qual. Mondiali 2002                                                 | -                                                                   | 88’                                                                 |
| 23-4-2000                                                           | Lomé                                                                | Togo                                                                | 3 – 0                                                               | Guinea-Bissau                                                       | Qual. Mondiali 2002                                                 | -                                                                   |                                                                     |
| 8-7-2000                                                            | Lusaka                                                              | Zambia                                                              | 2 – 0                                                               | Togo                                                                | Qual. Mondiali 2002                                                 | -                                                                   | 30’                                                                 |
| 3-9-2000                                                            | Lomé                                                                | Togo                                                                | 2 – 0 dts (4 – 2 dtr)                                               | Sierra Leone                                                        | Qual. Mondiali 2002                                                 | 1                                                                   | 28’ 49’                                                             |
| 8-10-2000                                                           | Lomé                                                                | Togo                                                                | 3 – 0                                                               | Uganda                                                              | Qual. Mondiali 2002                                                 | 1                                                                   |                                                                     |
| 28-1-2001                                                           | Lomé                                                                | Togo                                                                | 0 – 2                                                               | Camerun                                                             | Qual. Mondiali 2002                                                 | -                                                                   |                                                                     |
| 17-6-2001                                                           | Lomé                                                                | Togo                                                                | 1 – 0                                                               | Senegal                                                             | Qual. Coppa d'Africa 2002                                           | -                                                                   | 73’                                                                 |
| 21-1-2002                                                           | Sikasso                                                             | Togo                                                                | 0 – 0                                                               | Costa d'Avorio                                                      | Coppa d'Africa 2002 - 1º turno                                      | -                                                                   | 57’                                                                 |
| 26-1-2002                                                           | Sikasso                                                             | RD del Congo                                                        | 0 – 0                                                               | Togo                                                                | Coppa d'Africa 2002 - 1º turno                                      | -                                                                   | 51’                                                                 |
| 29-1-2002                                                           | Lomé                                                                | Camerun                                                             | 3 – 0                                                               | Togo                                                                | Coppa d'Africa 2002 - 1º turno                                      | -                                                                   | 77’                                                                 |
| 12-10-2002                                                          | Lomé                                                                | Togo                                                                | 1 – 0                                                               | Mauritania                                                          | Qual. Coppa d'Africa 2004                                           | -                                                                   | 70’                                                                 |
| 5-9-2004                                                            | Lomé                                                                | Togo                                                                | 2 – 0                                                               | Rep. del Congo                                                      | Qual. Mondiali 2006                                                 | -                                                                   | 76’                                                                 |
| 10-10-2004                                                          | Lomé                                                                | Togo                                                                | 1 – 0                                                               | Mali                                                                | Qual. Mondiali 2006                                                 | -                                                                   | 83’                                                                 |
| 27-3-2005                                                           | Bamako                                                              | Mali                                                                | 1 – 2                                                               | Togo                                                                | Qual. Mondiali 2006                                                 | -                                                                   | 32’                                                                 |
| 5-6-2005                                                            | Lomé                                                                | Togo                                                                | 4 – 0                                                               | Zambia                                                              | Qual. Mondiali 2006                                                 | 1                                                                   | 53’                                                                 |
| 4-9-2005                                                            | Lomé                                                                | Togo                                                                | 3 – 0                                                               | Liberia                                                             | Qual. Mondiali 2006                                                 | -                                                                   |                                                                     |
| 8-10-2005                                                           | Brazzaville                                                         | RD del Congo                                                        | 2 – 3                                                               | Togo                                                                | Qual. Mondiali 2006                                                 | 2                                                                   | 63’                                                                 |
| 7-1-2006                                                            | Viry-Châtillon                                                      | Togo                                                                | 0 – 1                                                               | Guinea                                                              | Amichevole                                                          | -                                                                   | 71’                                                                 |
| 21-1-2006                                                           | Cairo                                                               | Togo                                                                | 0 – 2                                                               | RD del Congo                                                        | Coppa d'Africa 2006 - 1º turno                                      | -                                                                   |                                                                     |
| 25-1-2006                                                           | Cairo                                                               | Camerun                                                             | 2 – 0                                                               | Togo                                                                | Coppa d'Africa 2006 - 1º turno                                      | -                                                                   | 71’                                                                 |
| 29-1-2006                                                           | Il Cairo                                                            | Angola                                                              | 3 – 2                                                               | Togo                                                                | Coppa d'Africa 2006 - 1º turno                                      | 1                                                                   |                                                                     |
| 14-5-2006                                                           | Sittard                                                             | Togo                                                                | 0 – 1                                                               | Arabia Saudita                                                      | Amichevole                                                          | -                                                                   |                                                                     |
| 13-6-2006                                                           | Francoforte                                                         | Corea del Sud                                                       | 2 – 1                                                               | Togo                                                                | Mondiali 2006 - 1º turno                                            | 1                                                                   |                                                                     |
| 19-6-2006                                                           | Dortmund                                                            | Togo                                                                | 0 – 2                                                               | Svizzera                                                            | Mondiali 2006 - 1º turno                                            | -                                                                   |                                                                     |
| 23-6-2006                                                           | Colonia                                                             | Togo                                                                | 0 – 2                                                               | Francia                                                             | Mondiali 2006 - 1º turno                                            | -                                                                   |                                                                     |
| 7-10-2006                                                           | Bamako                                                              | Mali                                                                | 1 – 0                                                               | Togo                                                                | Qual. Coppa d'Africa 2008                                           | -                                                                   | 71’                                                                 |
| 24-3-2007                                                           | Lomé                                                                | Togo                                                                | 3 – 1                                                               | Sierra Leone                                                        | Qual. Coppa d'Africa 2008                                           | -                                                                   | 82’                                                                 |
| 12-10-2007                                                          | Lomé                                                                | Togo                                                                | 0 – 2                                                               | Mali                                                                | Qual. Coppa d'Africa 2008                                           | -                                                                   | 51’                                                                 |
| 6-6-2009                                                            | Libreville                                                          | Gabon                                                               | 3 – 0                                                               | Togo                                                                | Qual. Mondiali 2010                                                 | -                                                                   | 66’                                                                 |
| 20-6-2009                                                           | Rabat                                                               | Marocco                                                             | 0 – 0                                                               | Togo                                                                | Qual. Mondiali 2010                                                 | -                                                                   |                                                                     |
| 6-9-2009                                                            | Lomé                                                                | Togo                                                                | 1 – 1                                                               | Marocco                                                             | Qual. Mondiali 2010                                                 | -                                                                   | 85’                                                                 |
| Totale                                                              |                                                                     | Presenze                                                            | 51                                                                  |                                                                     | Reti                                                                | 10                                                                  |                                                                     |

## Palmarès

### Club

#### Competizioni nazionali
- Coppa Italia: 1

Parma: 1998-1999
- Campionato libico: 1

Al-Ahly Tripoli: 2000
- Supercoppa di Libia: 1

Al-Ahly Tripoli: 2000
- Coppa di Libia: 1

Al-Ahly Tripoli: 2001
- UAE Federation Cup: 1

Al-Jazira: 2007
AL Dhafra: 2012

#### Competizioni internazionali
- Coppa UEFA: 1

Parma: 1998-1999
- Coppa dei Campioni del Golfo: 1

Al-Jazira: 2007